# 尼泊爾印度教

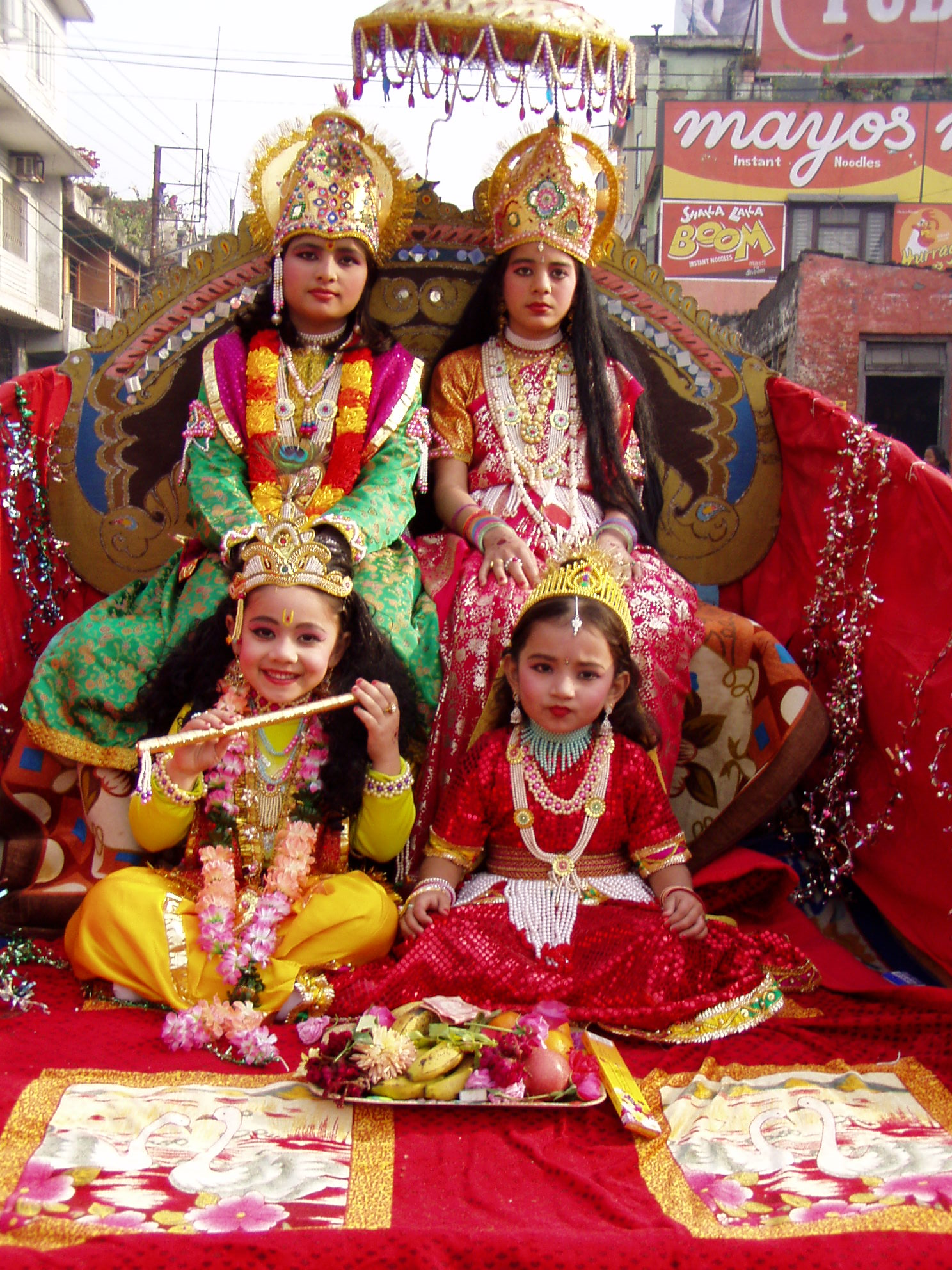
Costumed Hindu girls of Kathmandu during festival time in Nepal

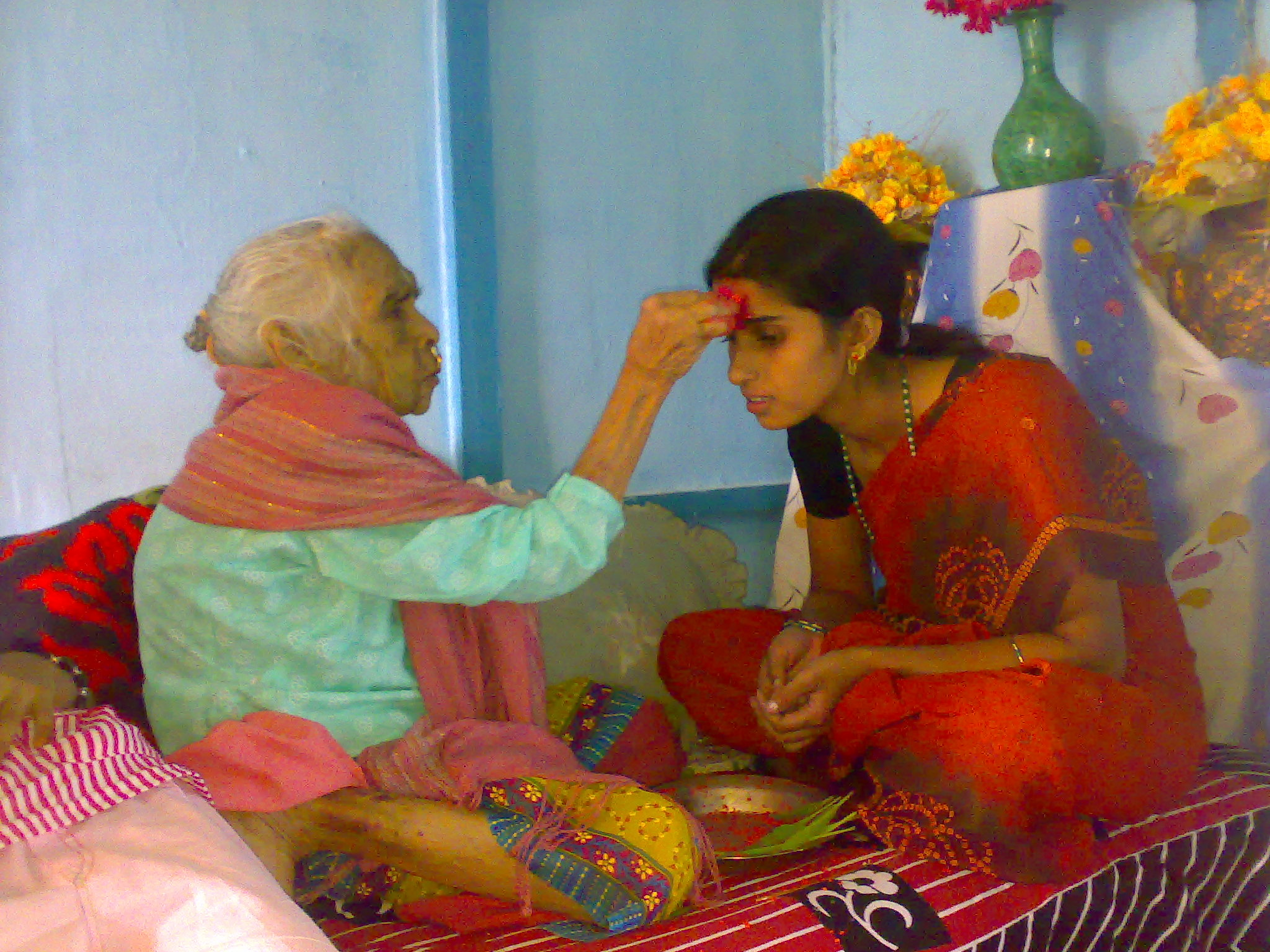
Senior offering Dashain Tika to junior in Hindu festival Dashai

印度教是尼泊爾主要的宗教。在2011年的人口普查，約81.3％的尼泊爾人民認為自己是印度教徒，在2006年前尼泊爾是世上唯一一個印度教王國。尼泊爾的國家暦法超日王暦也是來自印度。
印度教徒在尼泊爾全國除北部山區外也有分布。在每一個地區佔人口的至少90％，很多佛教徒也受印度教影嚮。
在尼泊爾的民族中，受印度教影響最大的是卡斯人中的巴洪、切特里和塔庫里、馬德西人、尼瓦爾人。

## 尼泊爾王國的印度教基礎
歷史學家和當地的傳統說，在史前時期一個叫尼的印度教聖人(牟尼)確立了自己在加德滿都谷地，尼泊爾一字即是受聖人尼保護的地方。他在TEKU，在巴格馬蒂和Bishnumati河的匯合處進行宗教儀式。他選擇了一個虔誠的牧牛人當國王，是第一個王朝戈帕拉王朝起源傳説。據說，這些統治者有統治尼泊爾超過500年。雅克西亞·笈多是這個王朝的最後一位國王。
在18世紀沙阿王朝統一尼泊爾後，普利特维·纳拉扬·沙阿宣布這國家名為asal hindustan，真正的印度斯坦。

## 尼泊爾的印度教象徵
國旗是尼泊爾一個重要的印度教標誌，據認為尼泊爾國旗是毗濕奴神賜給他們的標誌，以太陽和月亮作為它的標誌。在一個印度教往世書，這傳説被寫入，是濕婆神傳遞給毗濕奴，因陀羅，以對抗妖魔。
尼泊爾全年也有印度教節日，最重要的是祭祀難近母女神的德賽因節。

## 印度教佛教合一
然而，不同於印度，尼泊爾印度教和佛教信仰一向交織在一起。許多在1981年的人口普查視為印度教徒的人也可以在某種意義上被稱為佛教徒。印度教徒長時間在佛教寺廟和佛教徒在印度教寺廟互相參拜對方神祇和參加對方節日。這樣做的原因是，是無論印度教還是佛教也有共同達摩宗教的根。由於這種雙重信仰實踐（或互相尊重）中，印度教徒和佛教徒之間的差異已經非常微妙，過去幾千年印度教徒和佛教徒從來沒有任何宗教衝突。